# Dolina ku Dziurze

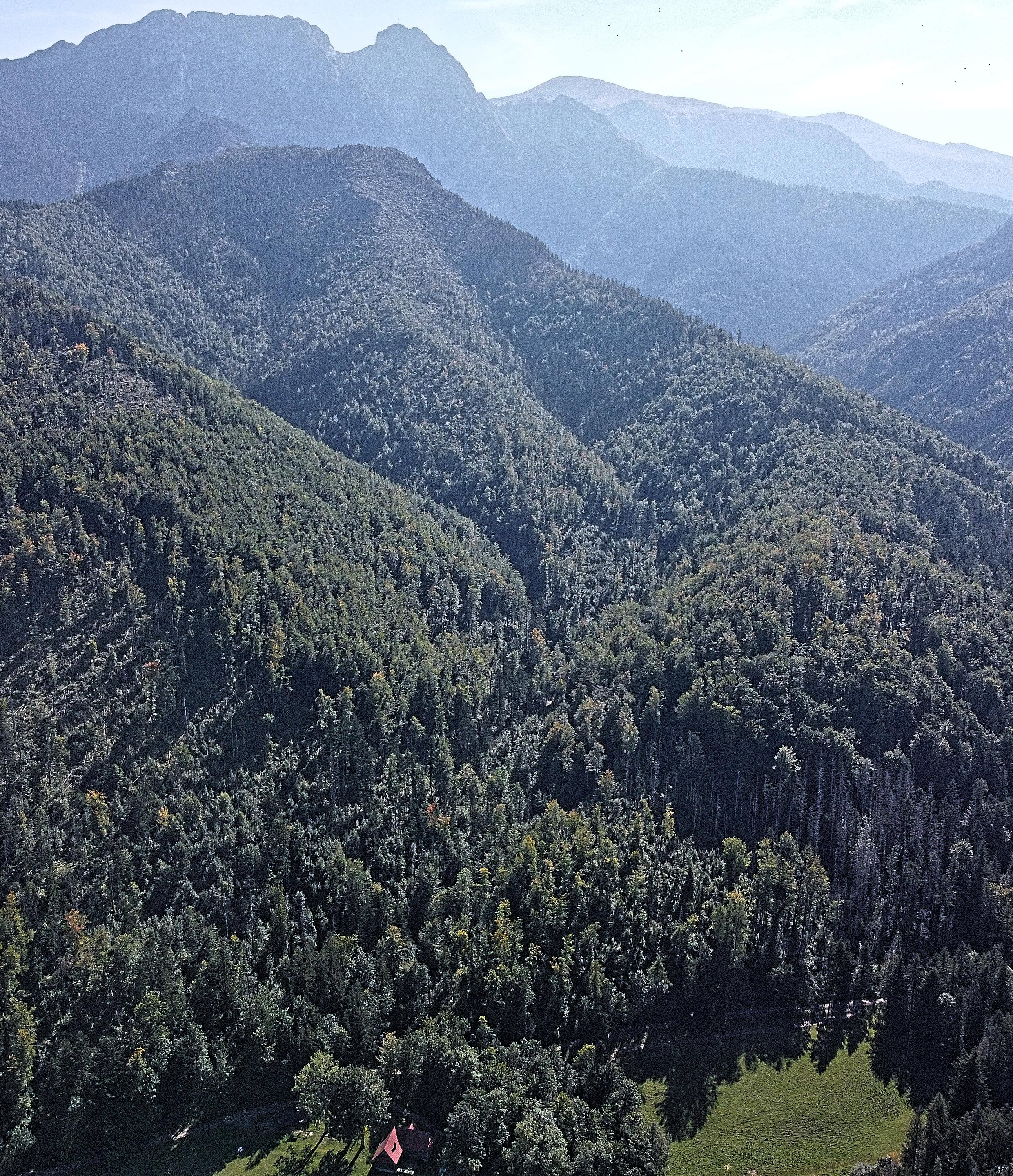
Dolina ku Dziurze (widok od strony północnej)

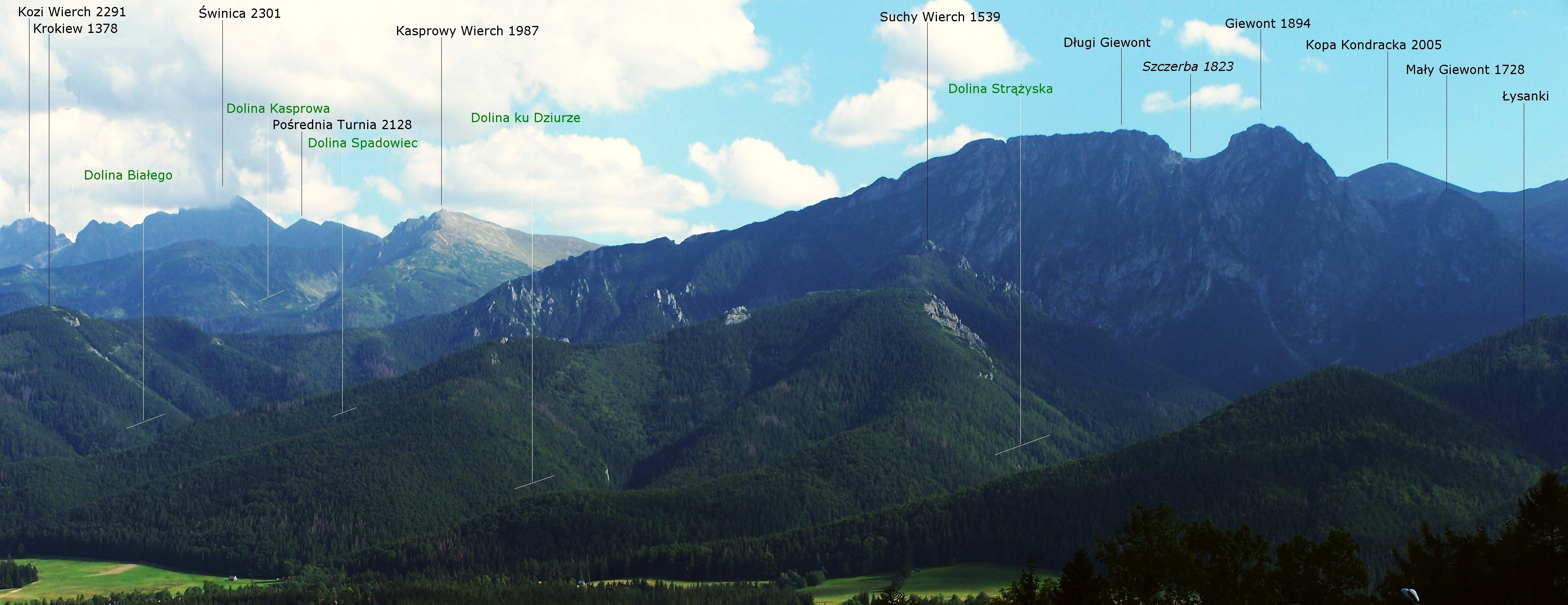
Widok z Butorowego Wierchu na Dolinę ku Dziurze

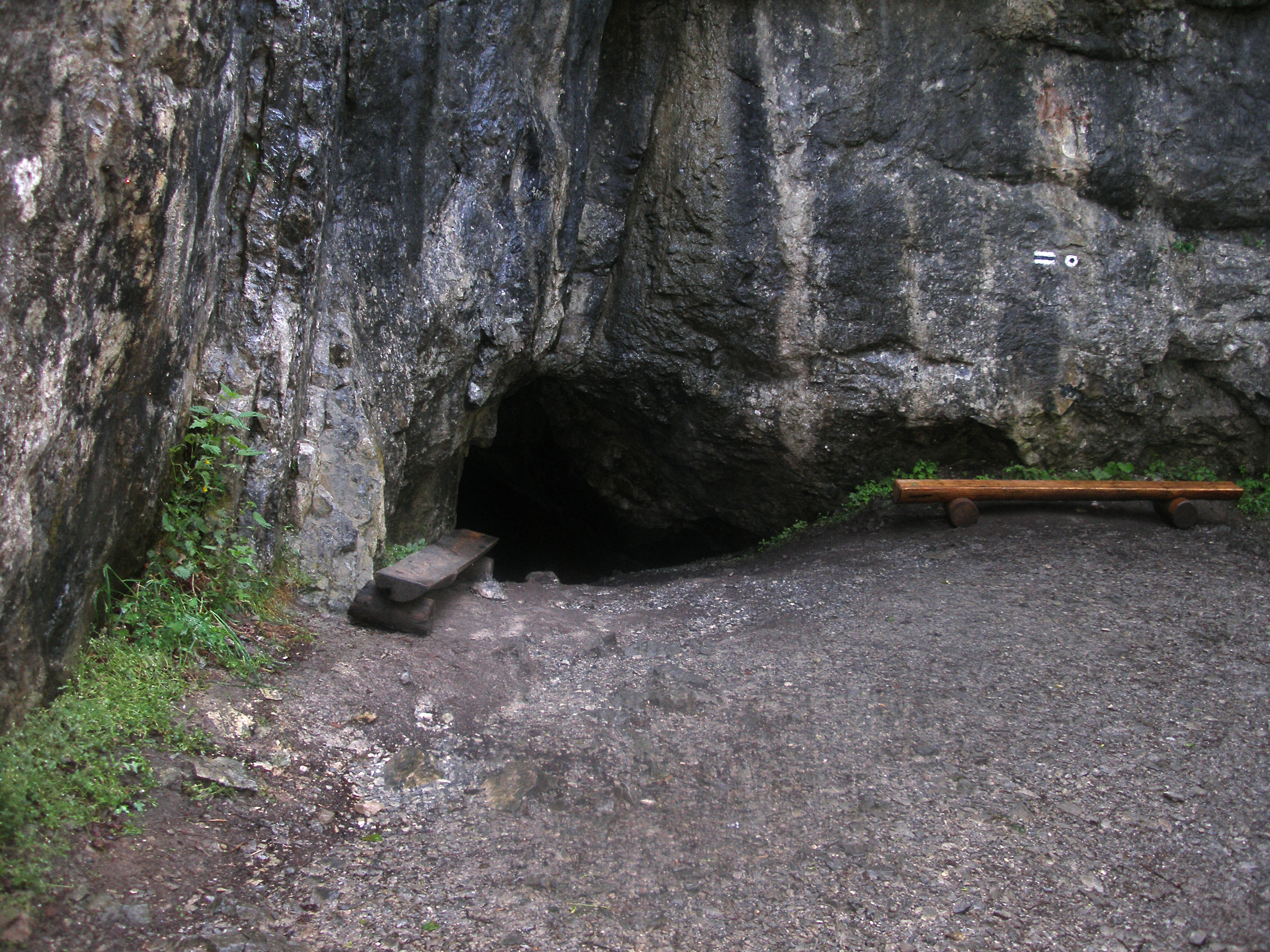
Otwór wejściowy Dziury na końcu szlaku w dolinie

Dolina ku Dziurze – dolinka reglowa w Tatrach Zachodnich o długości 1,6 km i powierzchni 85 ha. Nazwa pochodzi od jaskini Dziura, znajdującej się w środkowej części doliny. Dolina ku Dziurze wyrzeźbiona została przez potok w północnych zboczach Sarniej Skały, pomiędzy grzbietami Spaleńca (na wschodzie) i Grześkówek (na zachodzie). Wylot doliny znajduje się na wysokości 897 m przy Drodze pod Reglami. Na wysokości około 930 m dolina rozwidla się na dwa żleby wznoszące się pod grańkę Sarniej Skały.
Dolna i górna część doliny jest dość wąska, a w dnie występują niewielkie skalne progi. W odcinku środkowym dolina rozszerza się, a na jej prawym orograficznie zboczu znajduje się Ściana nad Dziurą o długości około 100 metrów i maksymalnej wysokości 52 metrów. Roślinność występująca w dolinie ma charakter typowej roślinności regla dolnego (świerk, buk, jodła).
Dolina ku Dziurze wyżłobiona została w całości w skałach osadowych – w części południowej w odpornych dolomitach i wapieniach, a na północy w bardziej miękkich wapieniach i łupkach. Doliną spływa niewielki Potok ku Dziurze, mający swe źródła na wysokości około 1140 m.
Jaskinia Dziura znajduje się na końcu udostępnionej części doliny i stanowi zarazem najłatwiej osiągalną z Zakopanego jaskinię. Górale nazywają ją Zbójecką Jamą, ponieważ wedle legendy miała ona służyć jako schronienie dla słynnego zbója Wojtka Matei. Ma 43 m deniwelacji i 180 m długości ciągów. Około 20 metrów powyżej górnego otworu Dziury znajduje się niepozorne wejście do jaskini Lisia Jama. Wspólnie z Wyżnią Dziurą, której duży otwór znajduje się w Ścianie nad Dziurą, tworzą one system jaskiniowy o długości 165 m i deniwelacji 14 m. W Dolinie ku Dziurze odkryto łącznie 4 jaskinie: Dziura, Dziura Wyżnia – Lisia Jama, Schron nad Dziurą Wyżnią i Nyża za Półką.

## Szlaki turystyczne
szlak prowadzący dolną częścią doliny do Dziury. Czas przejścia: 25 min, ↓ 20 min.